# Feistritz im Rosental
Feistritz im Rosental (slowenisch: Bistrica v Rožu) ist eine zweisprachige Marktgemeinde mit 2502 Einwohnern (Stand 1. Jänner 2025) im Bezirk Klagenfurt-Land in Kärnten in Österreich.

## Geographie

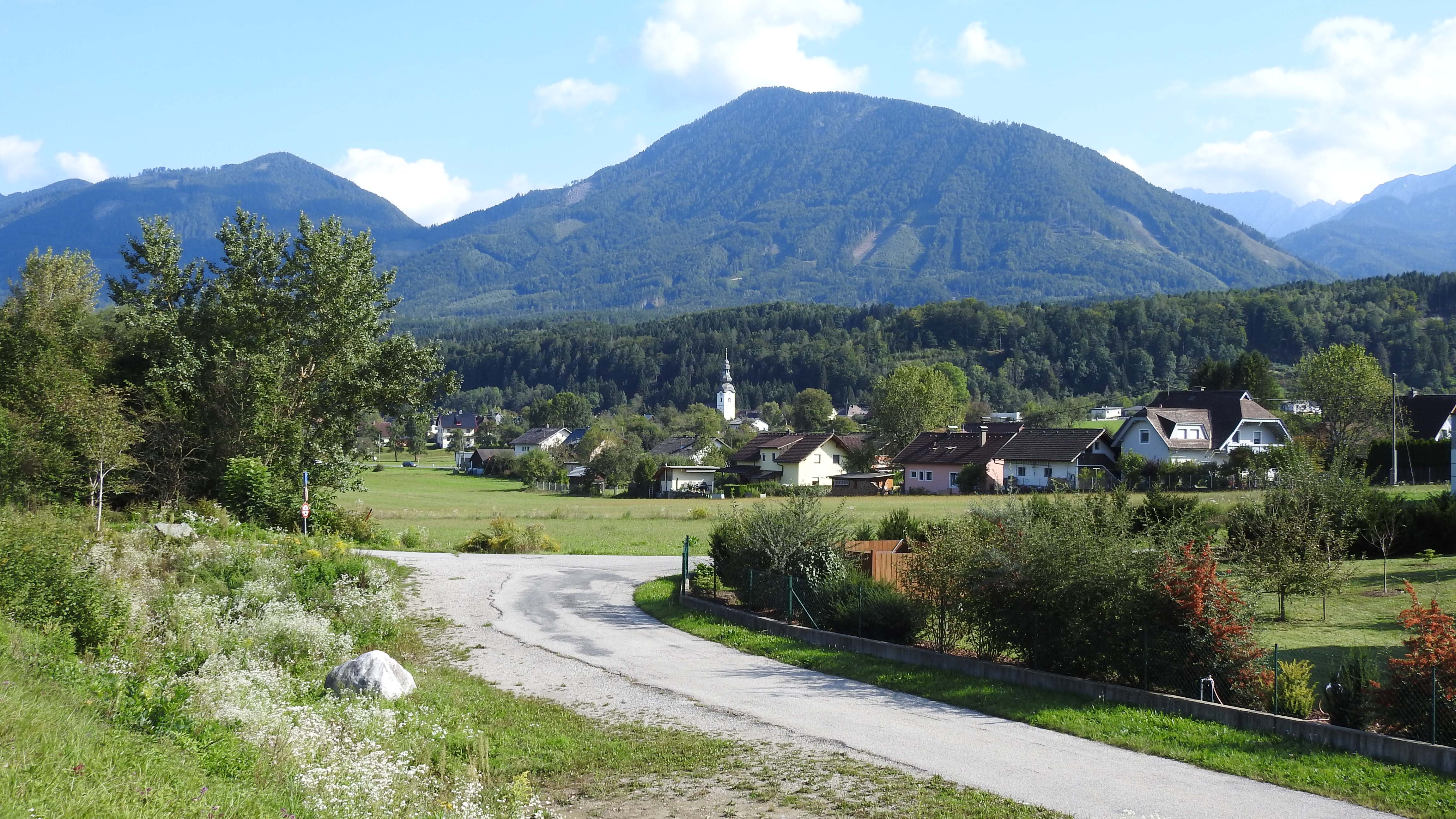
Suetschach von Nordwesten mit Sinacher Gupf

Feistritz liegt im Rosental im Süden Kärntens, einem von der topografischen Erscheinungsform typischen Trogtal, am Ausgang des gleichnamigen Baches aus den Ausläufern der Karawanken. Über den Ort gelangt man auch ins Bärental, das sich zur Gänze auf Feistritzer Gemeindegebiet befindet. Die Gemeinde liegt auf einer Seehöhe zwischen 408 und 2237 Metern (Hochstuhl).
Die Drau durchfließt die Gemeinde von West nach Ost und bildet gleichzeitig die Grenze zur nördlichen Nachbargemeinde Ludmannsdorf.

### Gemeindegliederung
Feistritz im Rosental gliedert sich in die sechs Katastralgemeinden Feistritz im Rosental (Bistrica v Rožu), Gansdorf, Hundsdorf (Podsinja vas), Matschach (Mače), Suetschach (Sveče), Weizelsdorf.
Das Gemeindegebiet umfasst folgende acht Ortschaften (in Klammern Einwohnerzahl Stand 1. Jänner 2025):
- Bärental (Zavrh) (5)
- Feistritz im Rosental (Bistrica v Rožu) (991) samt Polana, Sala, Sinach und Unterfeistritz
- Hundsdorf (Podsinja vas) (112)
- Matschach (Mače) (121)
- Rabenberg (Rute) (11)
- St. Johann im Rosental (Št. Janž v Rožu) (256)
- Suetschach (Sveče) (631) samt Ladinach, Oberkrajach und Unterkrajach
- Weizelsdorf (Svetna vas) (375)

Weitere Ortslagen sind der Weiler Sala und die Rotten Polana, Ladinach, Oberkrajach, Sinach, Unterfeitritz und Unterkrajach.
(Die Gemeinde selbst gibt offiziell Bärental, Feistritz, Hundsdorf, Ladinach, Matschach, Oberkrajach, Rabenberg, Sinach, St. Johann, Suetschach, Unterkrajach, Weizelsdorf als zwölf „zugehörige Ortschaften“ an.)

### Nachbargemeinden
| Ludmannsdorf            |                                             | Köttmannsdorf |
| Sankt Jakob im Rosental | Kompassrose, die auf Nachbargemeinden zeigt | Ferlach       |
| Jesenice (SLO)          | Žirovnica (SLO)                             |               |

## Geschichte

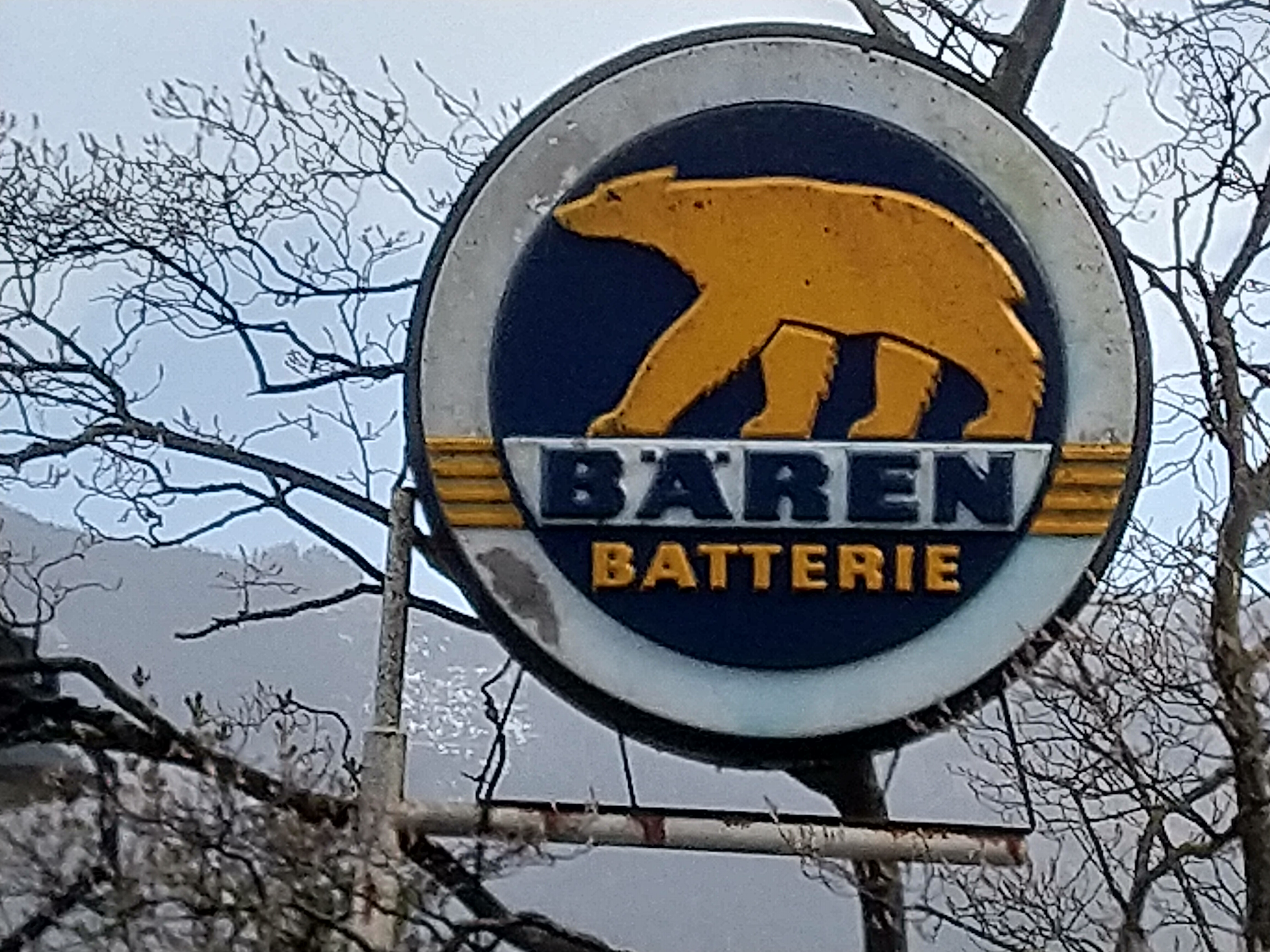
Bären-Batterien aus Feistritz

Feistritz war traditionell eine Industriegemeinde: Schon Anfang des 16. Jahrhunderts verarbeitete man am Feistritzbach Erz aus dem Bärental zu Eisen. Später spezialisierte sich die Industrie auf die Weiterverarbeitung des Eisens zu Draht, ab Mitte des 19. Jahrhunderts wurden Produkte wie Weberkammdrähte, Möbelfedern, Drahtseile und Telegrafendrähte hergestellt. Besonders hervorzuheben ist hierbei die Gründung eines der seinerzeit modernsten Drahtwalzwerke Europas durch Ferdinand Graf Egger im Jahr 1840.
Nach der Wirtschaftskrise in den 1930er Jahren wurde die Produktion in dem ab 1906 durch die Krainische Industriegesellschaft betriebenen Werk 1933 eingestellt. Ab 1938 zog eine Akkumulatorenfabrik in die stillgelegten Werkshallen ein, deren Batterien, die unter dem Markennamen „Bären-Batterien“ Feistritz weltweit bekannt werden ließen. Doch auch dieser Wirtschaftszweig erhielt sich nicht bis in die Gegenwart, 1998 wurde die Produktion stillgelegt.
Die heutige Ortsgemeinde konstituierte sich ursprünglich 1850 zunächst unter dem Gemeindenamen Suetschach, wurde aber schon ein Jahr später in Feistritz umbenannt. Im Zuge der Gemeindestrukturreform wurde Feistritz 1973 mit der Ortsgemeinde Weizelsdorf zusammengeschlossen und der Gemeindename in Feistritz im Rosental geändert. Am 11. Juli 1996 wurde Feistritz im Rosental das Recht zur Führung der Bezeichnung „Marktgemeinde“ zuerkannt.

## Bevölkerung
Nach der Volkszählung 2001 hatte die Gemeinde Feistritz im Rosental 2707 Einwohner. Davon besaßen 93,1 % die österreichische Staatsbürgerschaft, unter den ausländischen Nationalitäten waren Bosnien-Herzegowina (1,8 %), Kroatien (1,3 %) und Deutschland (1,1 %) am stärksten vertreten. 13,3 % der Bevölkerung gehörten der slowenischsprachigen Volksgruppe an.
Zur römisch-katholischen Kirche bekannten sich 86,4 % der Gemeindebevölkerung, zur evangelischen Kirche 2,9 % und zum Islam 2,7 %. Als konfessionslos bezeichneten sich 6,0 % der Einwohner.
| Feistritz im Rosental: Einwohnerzahlen von 1869 bis 2024 | Feistritz im Rosental: Einwohnerzahlen von 1869 bis 2024 | Feistritz im Rosental: Einwohnerzahlen von 1869 bis 2024 | Feistritz im Rosental: Einwohnerzahlen von 1869 bis 2024 | Feistritz im Rosental: Einwohnerzahlen von 1869 bis 2024 |
| -------------------------------------------------------- | -------------------------------------------------------- | -------------------------------------------------------- | -------------------------------------------------------- | -------------------------------------------------------- |
| Jahr                                                     |                                                          |                                                          |                                                          | Einwohner                                                |
| 1869                                                     | 1869                                                     |                                                          | 2.273                                                    | 2.273                                                    |
| 1880                                                     | 1880                                                     |                                                          | 2.434                                                    | 2.434                                                    |
| 1890                                                     | 1890                                                     |                                                          | 2.639                                                    | 2.639                                                    |
| 1900                                                     | 1900                                                     |                                                          | 2.642                                                    | 2.642                                                    |
| 1910                                                     | 1910                                                     |                                                          | 2.447                                                    | 2.447                                                    |
| 1923                                                     | 1923                                                     |                                                          | 2.429                                                    | 2.429                                                    |
| 1934                                                     | 1934                                                     |                                                          | 2.577                                                    | 2.577                                                    |
| 1939                                                     | 1939                                                     |                                                          | 2.384                                                    | 2.384                                                    |
| 1951                                                     | 1951                                                     |                                                          | 2.549                                                    | 2.549                                                    |
| 1961                                                     | 1961                                                     |                                                          | 2.591                                                    | 2.591                                                    |
| 1971                                                     | 1971                                                     |                                                          | 2.501                                                    | 2.501                                                    |
| 1981                                                     | 1981                                                     |                                                          | 2.502                                                    | 2.502                                                    |
| 1991                                                     | 1991                                                     |                                                          | 2.605                                                    | 2.605                                                    |
| 2001                                                     | 2001                                                     |                                                          | 2.707                                                    | 2.707                                                    |
| 2011                                                     | 2011                                                     |                                                          | 2.536                                                    | 2.536                                                    |
| 2021                                                     | 2021                                                     |                                                          | 2.531                                                    | 2.531                                                    |
| 2024                                                     | 2024                                                     |                                                          | 2.533                                                    | 2.533                                                    |
| Quelle(n): Statistik Austria, Gebietsstand 1.1.2021      |                                                          |                                                          |                                                          |                                                          |

## Kultur und Sehenswürdigkeiten

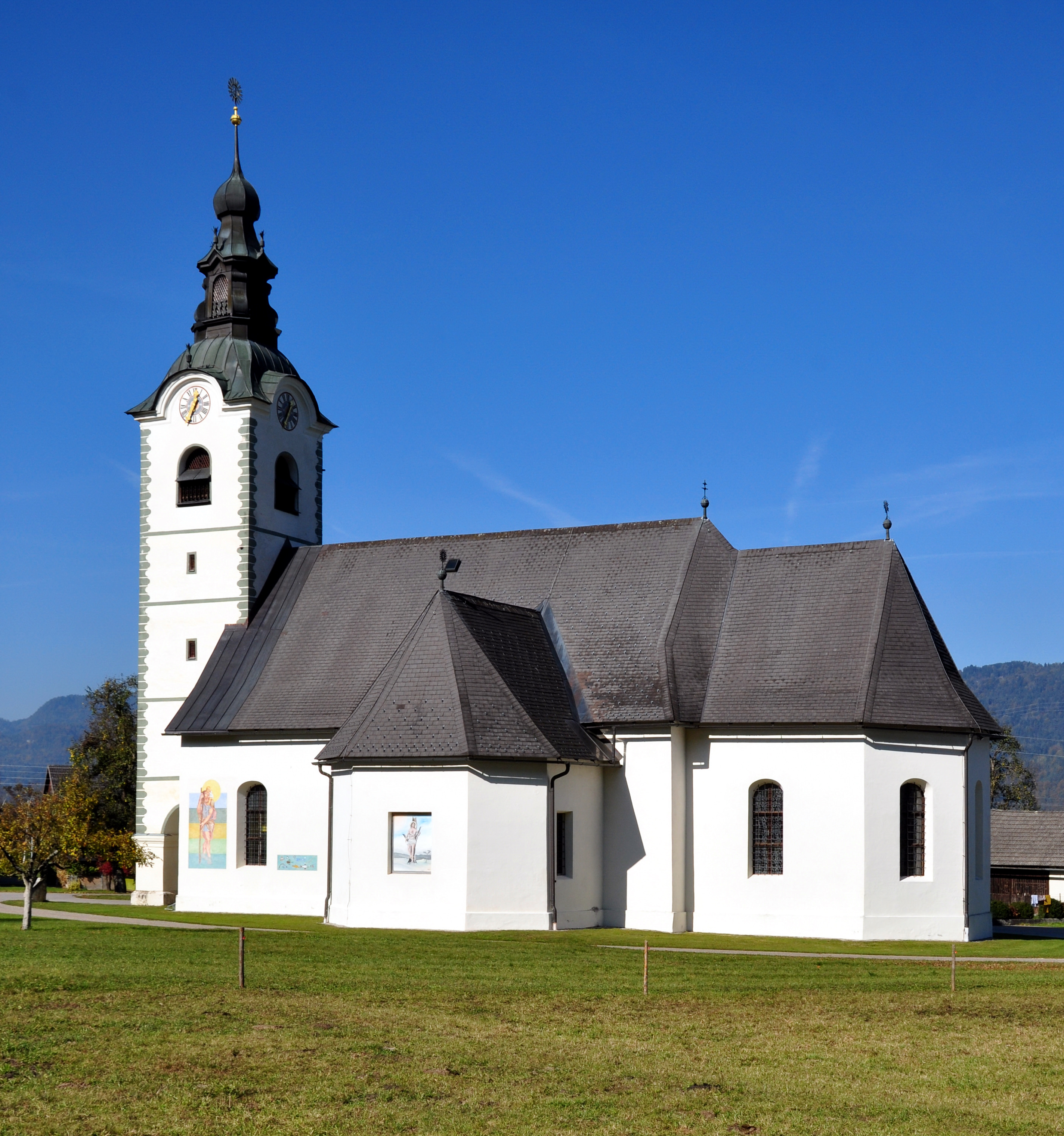
Pfarrkirche St. Johann im Rosental

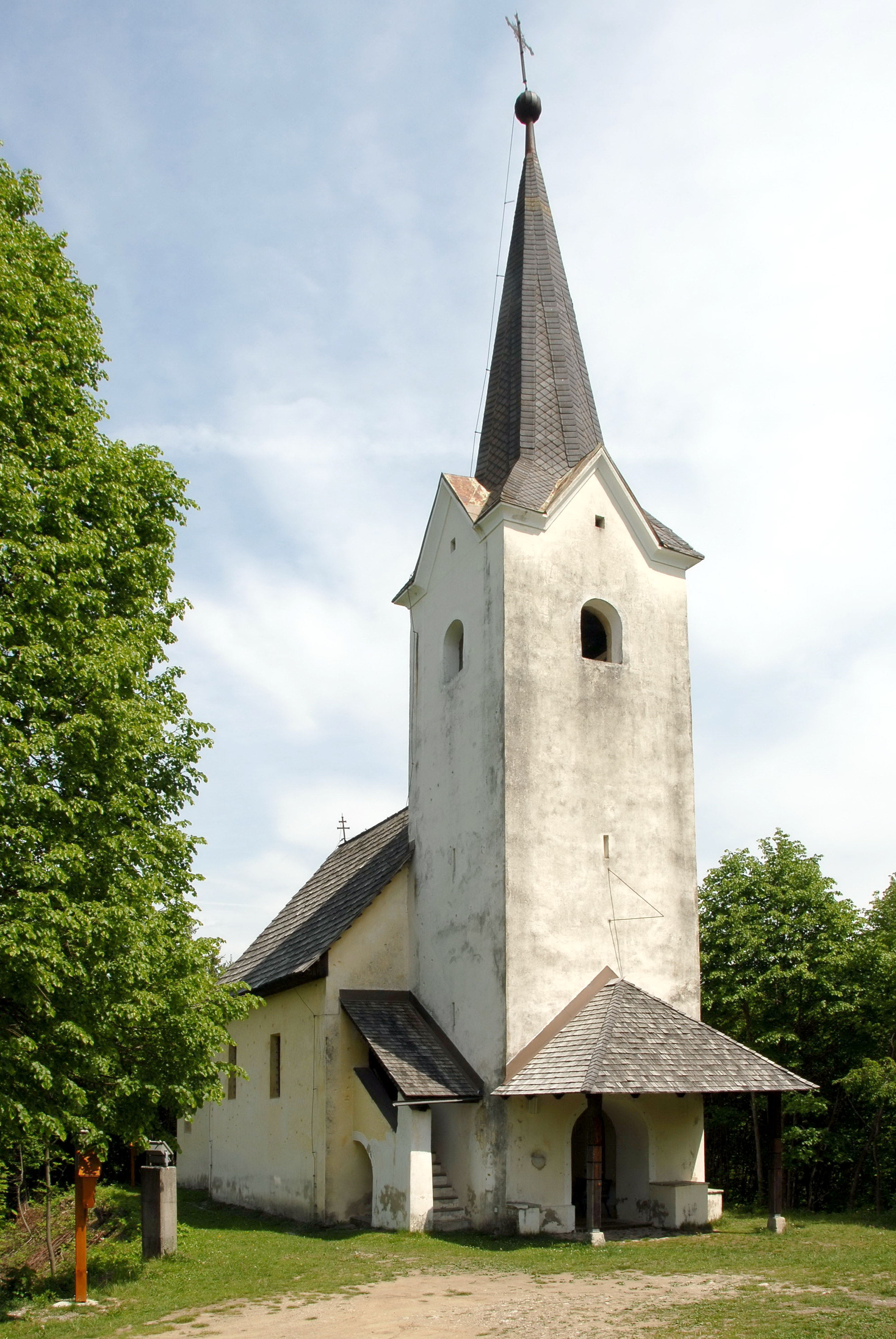
Kirche Hl. Kreuz in Feistritz

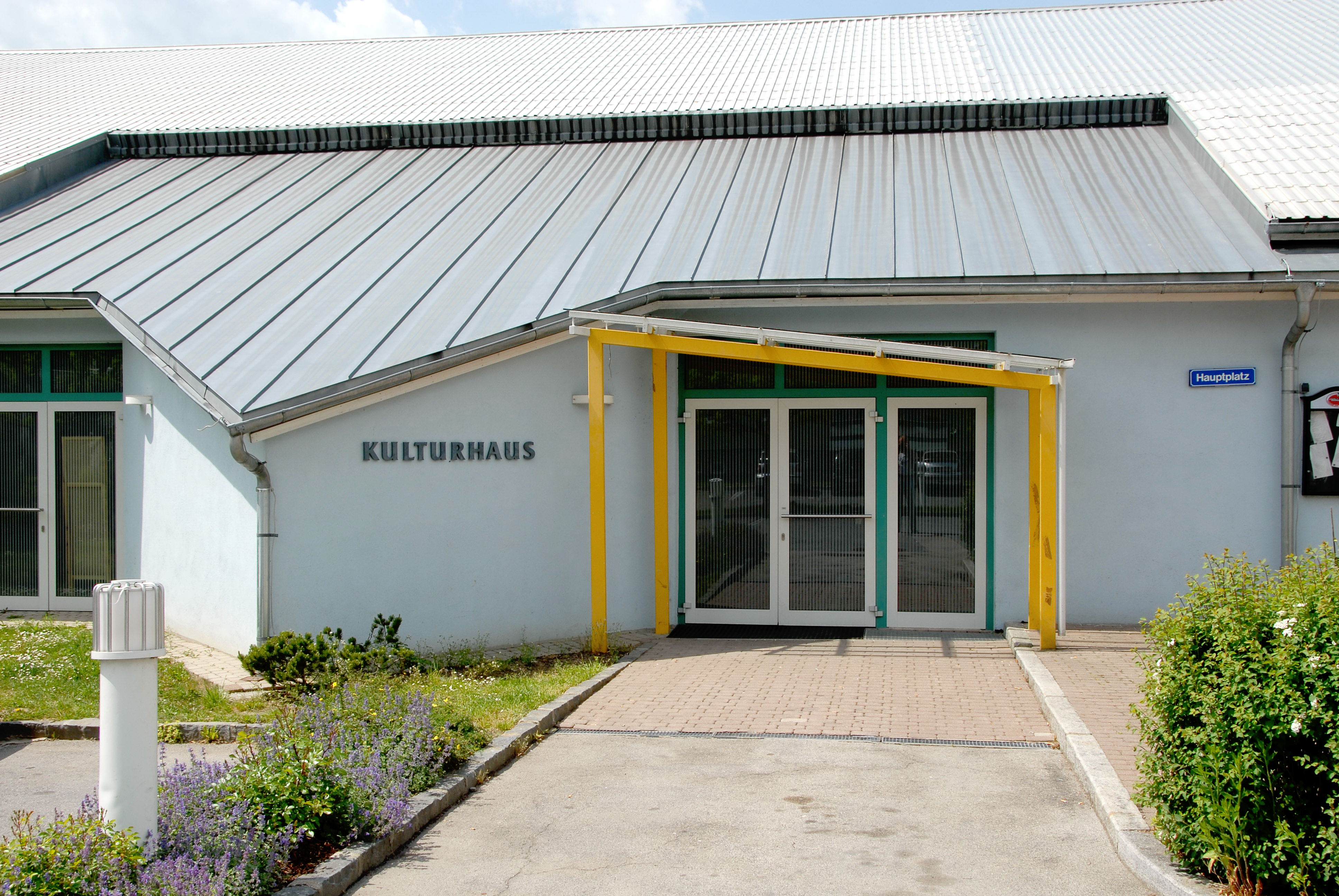
Kulturhaus am Hauptplatz

- Katholische Pfarrkirche St. Johann im Rosental hl. Johannes der Täufer
- Katholische Pfarrkirche Suetschach hl. Lambert: Die Kirche am südlichen Ortsrand von Suetschach ist eine ursprünglich romanische Chorturmkirche, die urkundlich 1364 erstmals erwähnt wurde. Der ursprüngliche Chorturm wurde ab dem ersten Geschoß abgetragen, das Langhausgewölbe und der Westturm wurden im 15. Jahrhundert errichtet. Zur Zeit des Barock sowie um 1900 wurden weitere Veränderungen vorgenommen; der Zwiebelhelm stammt aus dem Jahr 1861.

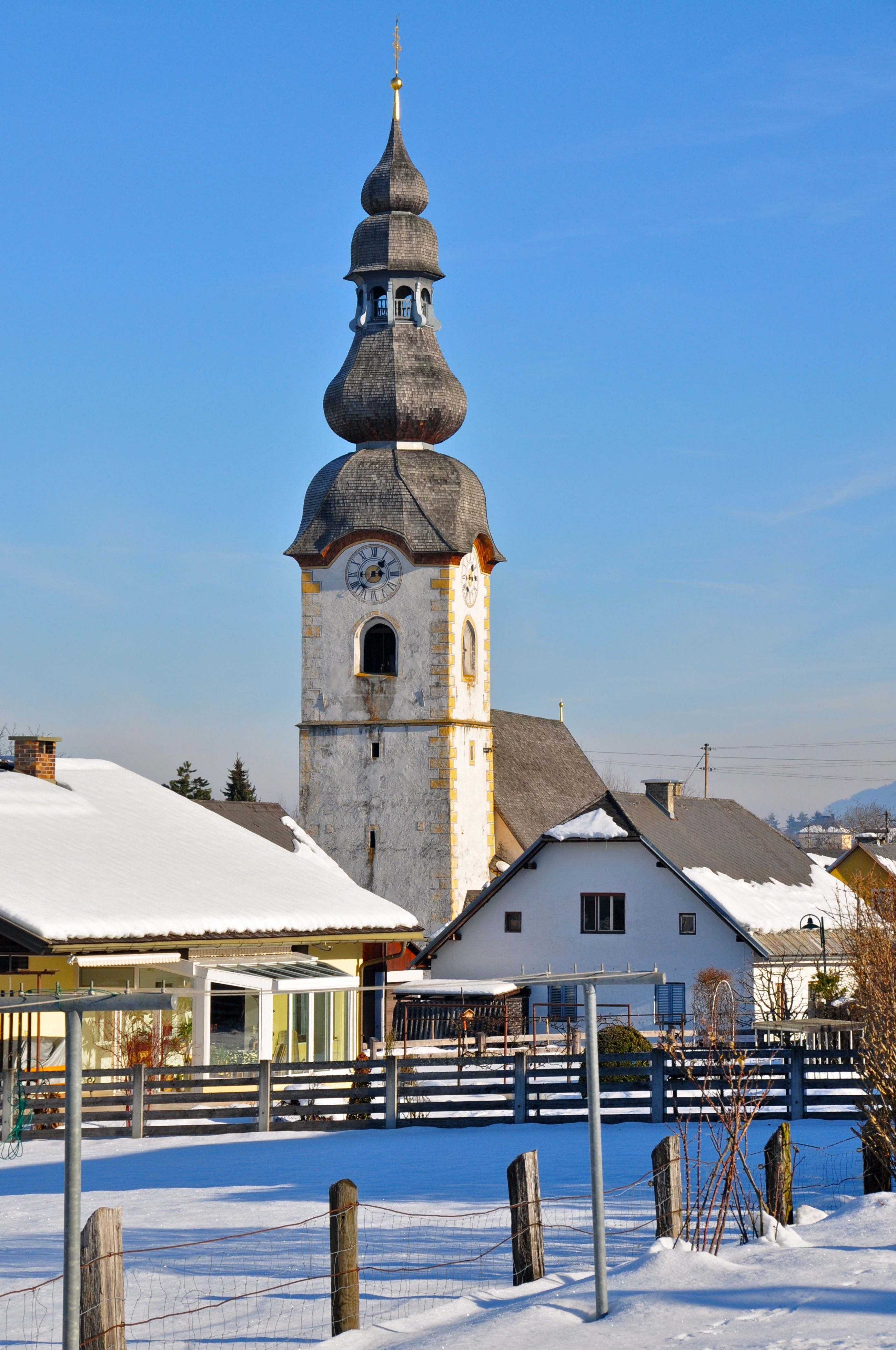
Pfarrkirche Suetschach
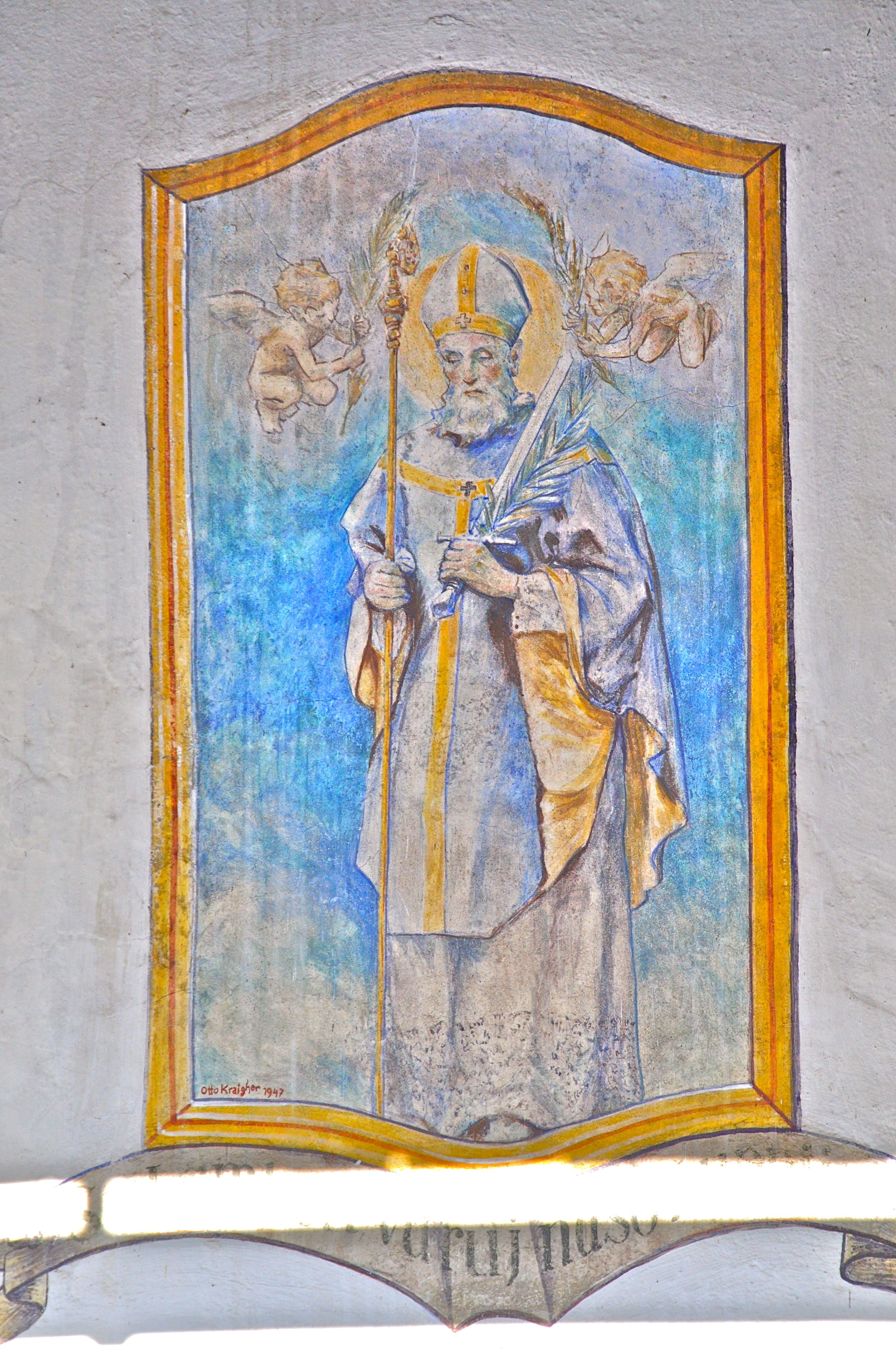
Wandmalerei „Heiliger Lambertus“ an der Südwand der Pfarrkirche

- Die Filialkirche Hl. Kreuz („Todesangstkapelle“) befindet sich auf einer kleinen Anhöhe südlich von Feistritz und ist ein schlichter, um das Jahr 1720 errichteter Bau mit vorgestelltem Westturm. Der Spitzhelm wurde im 19. Jahrhundert aufgesetzt.

- Das auch unter der Bezeichnung Gößnitzerhof bekannte Schloss Feistritz ist bis ins späte 15. Jahrhundert nachweisbar und gehörte Georg von Rottal zu Talberg (ca. 1460–1526). Es diente ab dem 16. Jahrhundert als Gewerksgebäude und wurde im 18. Jahrhundert zu einem langen, zweigeschoßigen Bauwerk ausgebaut. Während der Kriege zwischen Frankreich und Österreich wurde es im Jahr 1813 stark beschädigt, jedoch wiederaufgebaut, durch Zubauten erweitert und modernisiert.

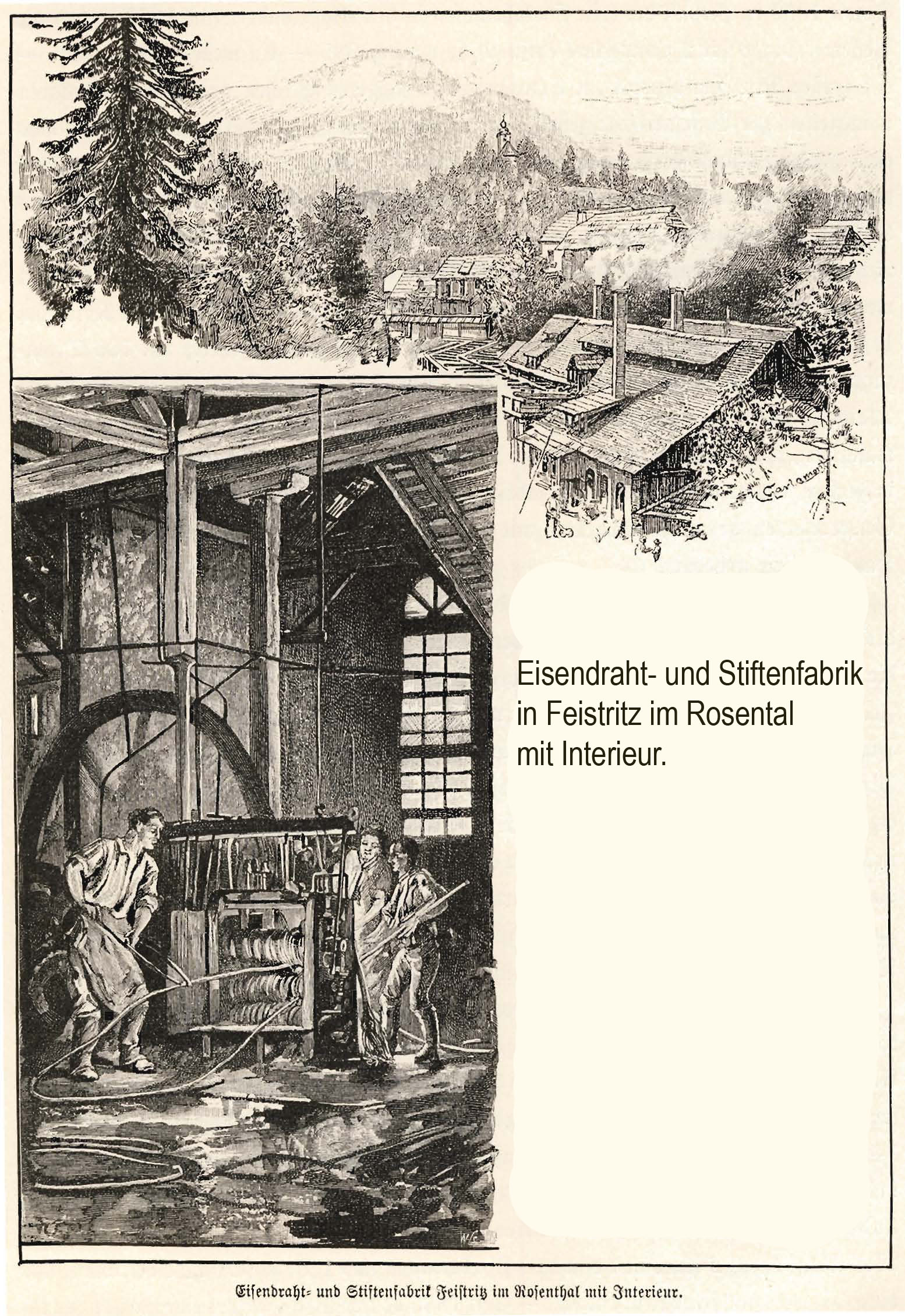
Zeichnung der Eisendraht- und Stiftenfabrik mit Interieur (1891)
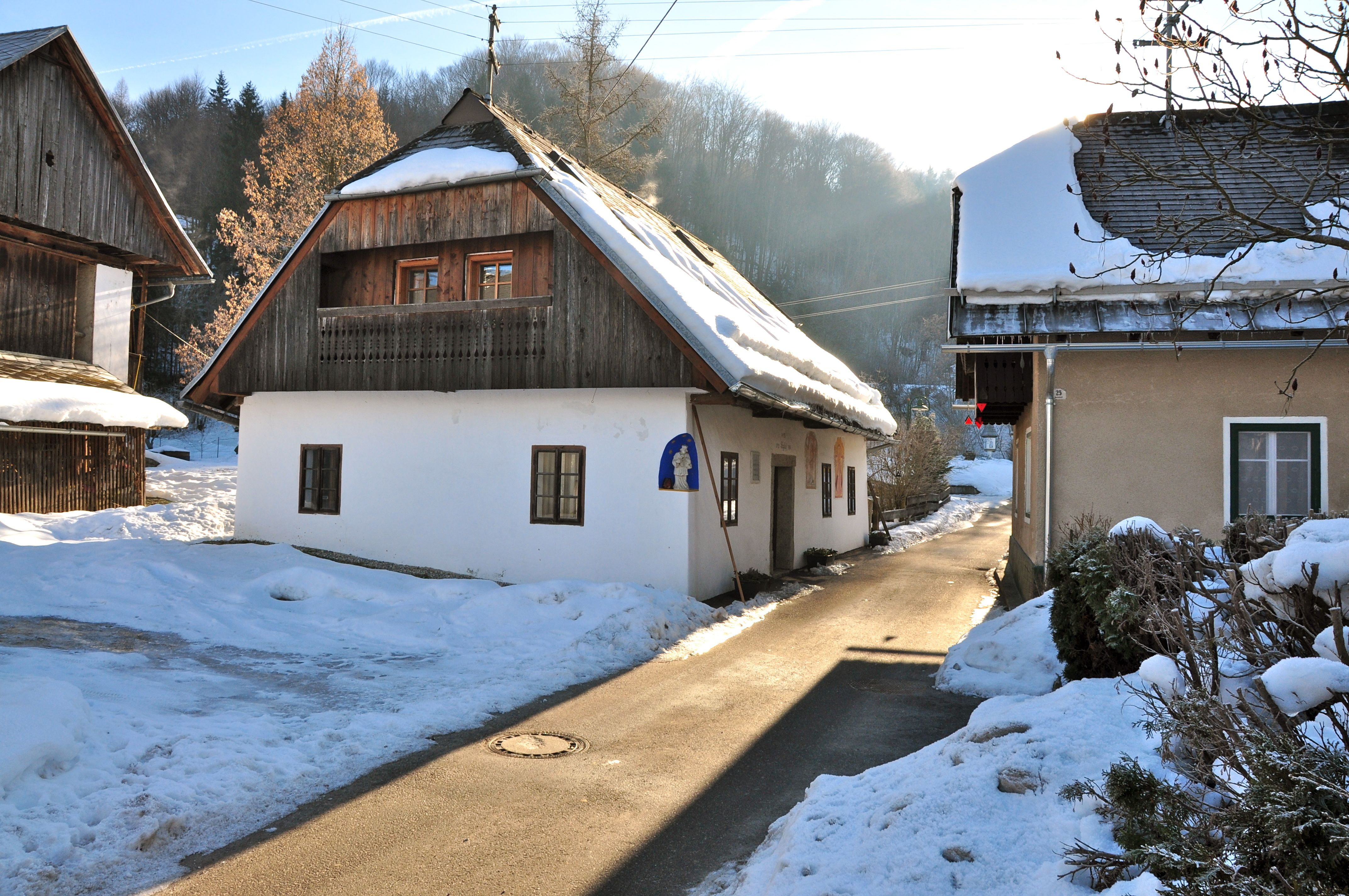
Andrej Einspielers Geburtshaus

- Schloss Ebenau in Weizelsdorf

- Geburtshaus vulgo Preglej von Andrej Einspieler aus dem Jahr 1772 in Suetschach Nr. 23

## Wirtschaft und Infrastruktur

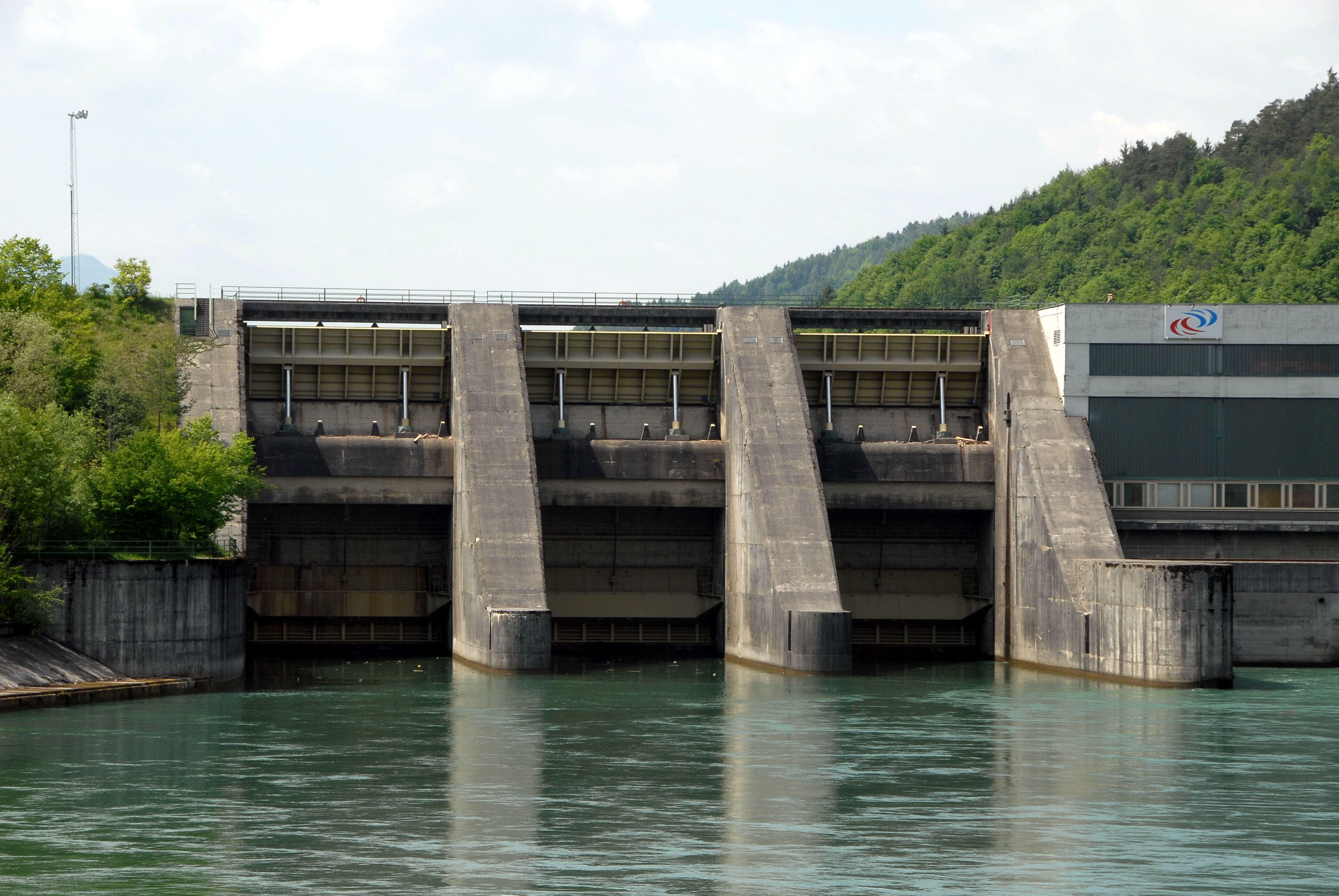
Draukraftwerk in Feistritz im Rosental

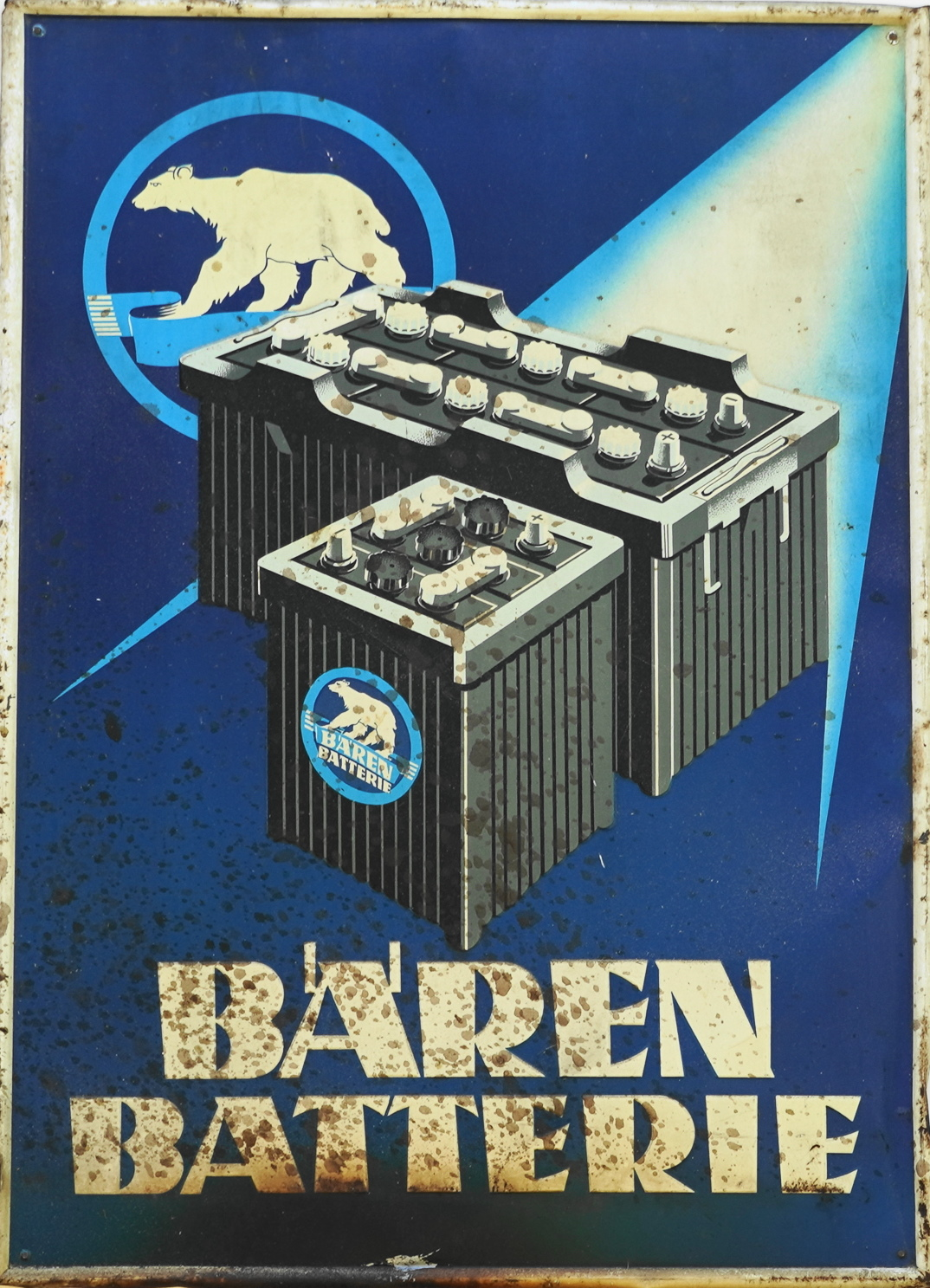

Um den durch die Stilllegung der Batterienfabrik 1998 entstandenen Arbeitsplatzmangel auszugleichen, rief Bürgermeister Hubert Gradenegger 1999 den Feistritzer Gewerbepark ins Leben. Die Gemeinde erschloss ein 8 Hektar großes Gewerbegebiet mit Bahnanschluss an die Bahnstrecke Klagenfurt – Jesenice (Rosentalbahn). Ein weiterer Standortfaktor des Gewerbeparks ist die Nähe zur in Ferlach befindlichen HTL.

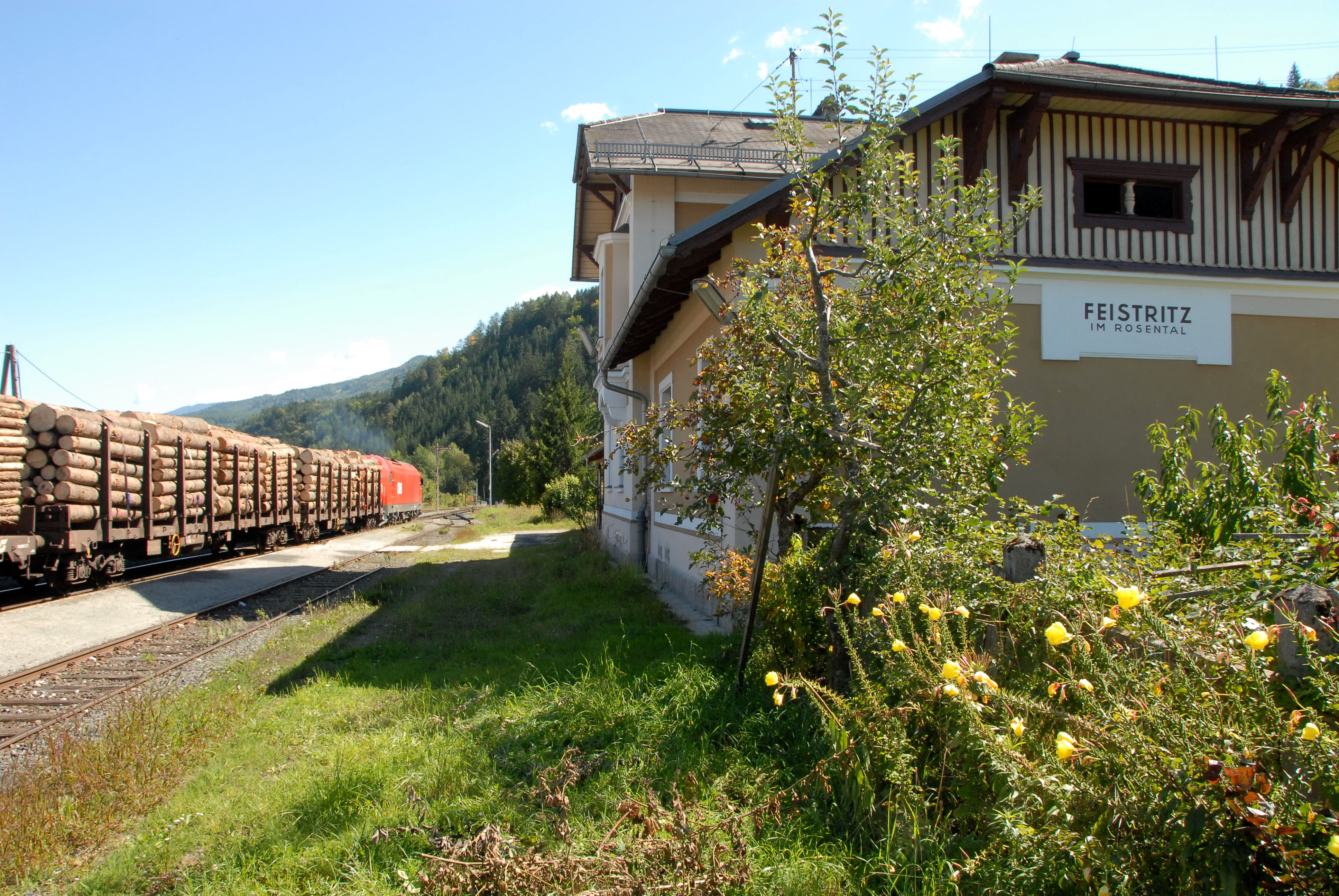
Bahnhof Feistritz

Der Bahnhof Feistritz im Rosental wird seit 2016 nicht mehr bedient. Bereits zuvor waren auf der Strecke, die sich in schlechtem Zustand befindet, nur noch einzelne Züge unterwegs. Der Güterverkehr hat über die Jahre stark abgenommen. Zukünftig soll der Abschnitt der Rosentalbahn zwischen Weizelsdorf und Feistritz für Draisinenverkehr genutzt werden.
Die Drau wird durch ein Laufwasserkraftwerk der Österreichischen Draukraftwerke wirtschaftlich genutzt, das elektrische Energie bei einer Nennleistung von 88 MW und einer Regelarbeit von 354 Mio. kWh/Jahr produziert.
In der Gemeinde Feistritz im Rosental gibt es fünf Freiwillige Feuerwehren in den Ortsteilen Suetschach, St. Johann, Hundsdorf, Weizelsdorf und Feistritz.
Juli 1971 eröffnete die Modellfluggruppe Klagenfurt im Ortsteil St. Johann im Rosental eine 100 × 10 m große asphaltierte Piste für Modellflug als Ersatz für die durch Straßenbau verlorengegangene Piste beim Klagenfurter Stadion. Dieser Modellflugplatz wurde 2001 und 2014 umgebaut.
Im Gemeindegebiet liegt die Klagenfurter Hütte und es gibt zahlreiche Wanderwege, darunter mit dem Südalpenweg einen österreichischen Weitwanderweg. Durch das Gemeindegebiet führen auch der Kärntner Grenzweg und der Julius Kugy Alpine Trail, Etappe 1 (ÖAV/Landesverband Kärnten).

## Politik

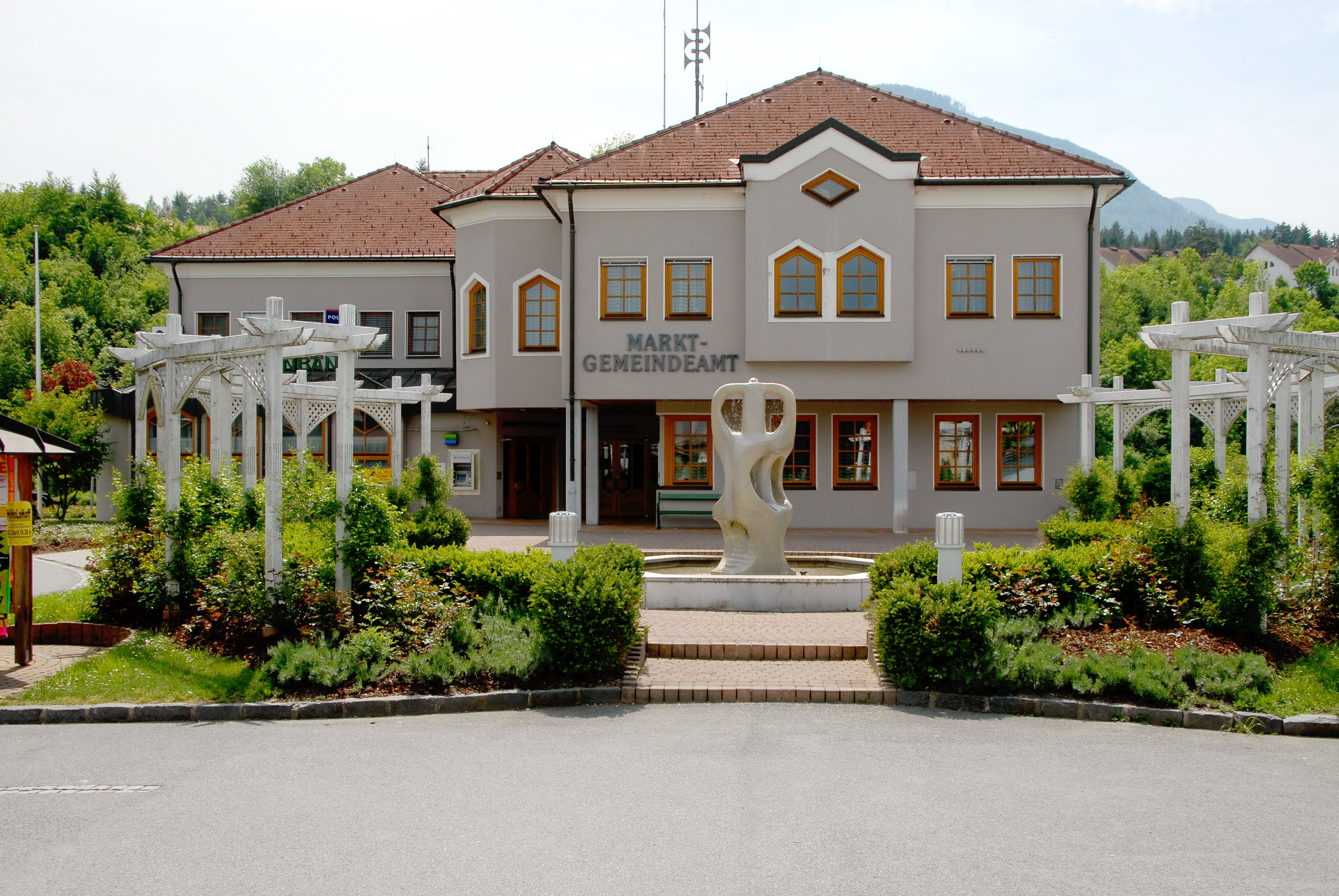
Marktgemeindeamt

### Gemeinderat
| Der Gemeinderat von Feistritz im Rosental hat 19 Mitglieder. \| Gemeinderatswahl 1985 \| 10 \| 6 \| 1 \| - \| - \| - \| 2 \| - \| [8] \| \| Gemeinderatswahl 1991 \| 10 \| 4 \| 3 \| - \| - \| - \| 2 \| - \| [8] \| \| Gemeinderatswahl 1997 \| 9 \| 3 \| 4 \| - \| - \| - \| 3 \| - \| [9] \| \| Gemeinderatswahl 2003 \| 11 \| 3 \| 2 \| - \| 3 \| - \| - \| - \| [10] \| \| Gemeinderatswahl 2009 \| 11 \| 2 \| - \| 3 \| 3 \| - \| - \| - \| [11] \| \| Gemeinderatswahl 2015 \| 12 \| - \| 3 \| - \| 2 \| 2 \| - \| - \| [12] \| \| Gemeinderatswahl 2021 \| 11 \| 3 \| 2 \| - \| 3 \| - \| - \| - \| [13] \| \| Anmerkungen: 1. ↑ VS/GW ... Volilna Skupnost – Wahlgemeinschaft 2. ↑ VP ... Feistritzer Volkspartei \| \| \| \| \| \| \| \| \| \| | Die zur Anzeige dieser Grafik verwendete Erweiterung wurde dauerhaft deaktiviert. Wir arbeiten aktuell daran, diese und weitere betroffene Grafiken auf ein neues Format umzustellen. (Mehr dazu) |     |     |     |       |    |       |      |        |
| Jahr | SPÖ | ÖVP | FPÖ | BZÖ | VS/WG | VP | WG/VS | Link |        |
| Gemeinderatswahl 1985 | 10 | 6   | 1   | -   | -     | -  | 2     | -    | [ 8 ]  |
| Gemeinderatswahl 1991 | 10 | 4   | 3   | -   | -     | -  | 2     | -    | [ 8 ]  |
| Gemeinderatswahl 1997 | 9 | 3   | 4   | -   | -     | -  | 3     | -    | [ 9 ]  |
| Gemeinderatswahl 2003 | 11 | 3   | 2   | -   | 3     | -  | -     | -    | [ 10 ] |
| Gemeinderatswahl 2009 | 11 | 2   | -   | 3   | 3     | -  | -     | -    | [ 11 ] |
| Gemeinderatswahl 2015 | 12 | -   | 3   | -   | 2     | 2  | -     | -    | [ 12 ] |
| Gemeinderatswahl 2021 | 11 | 3   | 2   | -   | 3     | -  | -     | -    | [ 13 ] |
| Anmerkungen: 1. 2. | |     |     |     |       |    |       |      |        |

### Bürgermeisterin
Direkt gewählte Bürgermeisterin ist Sonya Feinig (SPÖ).

### Wappen
Blasonierung: In Grün, auf einem silbernen Amboss schreitend, ein rot bezungter und rot bewehrter silberner Bär mit links geschulterter silberner Lanze.
Erklärung: Der silberne Bär im Wappen von Feistritz steht für das Bärental, der Amboss symbolisiert die über Jahrhunderte betriebene Eisenindustrie und die Lanze ist ein Attribut des heiligen Lambertus, Kirchen- und Pfarrpatron von Suetschach. Dessen Patrozinium kommt im Ostalpenraum häufiger vor und wurde insbesondere von den Eppensteinern gefördert (siehe z. B. Stift St. Lambrecht). Wappen und Fahne wurden der Gemeinde am 16. Juli 1990 verliehen, die Fahne ist Grün-Weiß mit eingearbeitetem Wappen.

### Städtepartnerschaft
Baerenthal in Frankreich

## Persönlichkeiten

### Söhne und Töchter der Gemeinde
- Michael Andreaš (1762–1821), slowenischer Dichter
- Andrej Einspieler (1813–1888), österreichischer Geistlicher, Politiker und Publizist
- Lambert Einspieler (1840–1906), österreichischer Geistlicher und Politiker
- Gregor Einspieler (1853–1927), österreichischer Geistlicher und Politiker slowenischer Sprache
- Michael Feinig (1883–1932), österreichischer Politiker (Landbund), Landwirt und Sägewerksbesitzer
- Gregor Kersche (* 1892, † nach 1950), Kärntner Slowene und Politiker (KPÖ)
- Johann Kazianka (1897–1963),  österreichischer Politiker (KPÖ)
- Egydius Hafner, Widerstandskämpfer, NS-Opfer
- Valentin Inzko sen. (1923–2002), österreichischer Slawist, Pädagoge und Politiker
- Valentin Inzko (* 1949), österreichischer Diplomat, Hoher Repräsentant für Bosnien und Herzegowina, geboren in Suetschach
- Gerhard Leitner (1951–2020), österreichischer Manager und Politiker

### Personen mit Bezug zum Ort
- Stefan Feinig (* 1987), österreichischer Schriftsteller
- Bernarda Fink-Inzko  (* 29. August 1955 in Buenos Aires), Kammersängerin (Mezzosopran), lebt in Suetschach[17]
- France Gorše (1897–1986), slowenischer Bildhauer, Atelier und Galerie mit Kulturpark in Suetschach, Reihe von Büsten im Garten[18]
- Fabjan Hafner (1966–2016), Kärntner Slowene, Schriftsteller, Lyriker, Literaturwissenschaftler und Übersetzer
- Jörg Haider (1950–2008), österreichischer Politiker (FPÖ), 1989–1991 und 1999–2008 Kärntner Landeshauptmann, lebte im Bärental
- Richard Hofmann (1913–1979), verurteilter NS-Mörder, lebte nach dem 2. Weltkrieg bis zu seiner Inhaftierung 1965 in Feistritz
- Gustav Kazetl (1811–1892), Werksverweser und Politiker